# Бжеґі (Мазовецьке воєводство)
Бжеґі (пол. Brzegi) — село в Польщі, у гміні Мясткув-Косьцельни Ґарволінського повіту Мазовецького воєводства.
Населення — 523 особи (2011).
У 1975-1998 роках село належало до Седлецького воєводства.

## Демографія
Демографічна структура станом на 31 березня 2011 року:
|          | Загалом | Допрацездатний вік | Працездатний вік | Постпрацездатний вік |
| -------- | ------- | ------------------ | ---------------- | -------------------- |
| Чоловіки | 264     | 52                 | 183              | 29                   |
| Жінки    | 259     | 56                 | 142              | 61                   |
| Разом    | 523     | 108                | 325              | 90                   |